# Machu Picchu
Machu Picchu (Quechua Machu Pikchu) er en velbevaret præ-columbiansk by, som er placeret på en høj bjergkam i 2.430 meters højde Den bliver ofte omtalt som "inkaernes tabte by", og den ligger over Urubamba-dalen ca. 80 km fra Cuzco i det sydlige Peru. Urubambafloden løber forbi den og igennem Cordillera og skaber en dal, med subtropisk bjergklima.
Den er optaget på UNESCOs Verdensarvsliste i 1983.
Det antages, at byen blev bygget fra omkring år 1400 af Sapa Inka Pachacuti (1438–1472), og at den var beboet indtil den spanske erobring i 1532. Arkæologiske fund (sammen med nylige kolonidokumenter) viser, at den ikke var en konventionel by, men snarere en form for rekreationsby for inka-ledere og "adelsfolk". Det anslås, at der maksimalt kun kan have levet omkring 750 mennesker i byen og sandsynligvis kun en meget færre i regntiden, når ingen af de magtfulde var på besøg. Man har kun fundet 173 skeletter, hvoraf 150 var kvinder. Hvad der skete med dem er indhyllet i mystik.
Den er opført i klassisk inkastil med slebne tørmure. Der er tre primære bygninger; Solens Tempel, De Tre Vinduers Tempel og Intihuatana.
Machu Picchu blev opgivet af inkaerne af ukendte årsager og "glemt", formentlig fordi dens funktion ikke længere var nødvendig efter den spanske erobring. Byen blev genopdaget den 24. juli 1911 af en historiker fra Yale University, Hiram Bingham sammen med lokale. Han skrev senere flere bøger og artikler om Machu Picchu. Hans bog The Lost City of the Incas, hvori han påstår af have gennfundet byen selv, blev en bestseller. Endnu mere omtale fik byen, da tidsskriftet National Geographic i 1913 afsatte hele sit aprilnummer til Machu Picchu.
Forbindelsen med Cuzco består kun af en smalsporet jernbane. Sidste stop med vejforbindelse fra Cuzco er Ollantaytambo, omkring to og en halv times togtur fra Machu Picchu. Ollantaytambo kan nås med bil eller bus fra Cuzco. Et populært alternativ til tog er at vandre ad Inkastien.